# Bahamska nogometna reprezentacija
Bahamska nogometna reprezentacija je nacionalna momčad Bahama pod kontrolom Bahamskog nogometnog saveza

## Nastupi na SP-ovima
- 1930. do 2014. - nisu nastupali

## Nastupi na Zlatnim kupovima
- 1991 do 1998 -
- 2000 - "nisu se kvalificirali"
- 2002 -
- 2003 -
- 2005 -
- 2007 - "nisu se kvalificirali"

## Nastupi na Caribbean Cupu
- 1989 - "nisu se kvalificirali"
- 1991 - "nisu se kvalificirali"
- 1992 - "nisu se kvalificirali"
- 1993 - "nisu se kvalificirali"
- 1994 - "nisu se kvalificirali"
- 1995 - "nisu se kvalificirali"
- 1996 - "nisu se kvalificirali"
- 1997 - "nisu se kvalificirali"
- 1998 - "nisu se kvalificirali"
- 1999 - "Eliminirani u grupnoj fazi"
- 2001 -
- 2005 - "Eliminirani u grupnoj fazi"
- 2007 - "2. krug"
- 2008 -

## Izbornici
| Godine           | Drž. | Izbornici         |
| ---------------- | ---- | ----------------- |
| 1987.            |      | Randy Rogers      |
| 1999. – 2006.    |      | Gary White        |
| 2006. – 2010.    |      | Neider dos Santos |
| 2010.            |      | Paul James        |
| 2011. – 2014.    |      | Kevin Davies      |
| 2015. – trenutno |      | Dion Godet        |

## Vanjske poveznice
- Bahamska nogometna reprezentacija